# Magyar Gábor (tanár)
Magyar Gábor (Kiskunfélegyháza, 1842. január 10. – Budapest, 1912. augusztus 5.) piarista szerzetes és tanár, rendfőnök (provinciális)

## Élete
Középiskoláit szülővárosában kezdte és Szegeden folytatta. 1859. szeptember 20-án Vácon a piarista rendbe lépett. A szerzetesi próbaév kiálltával a piaristák pesti főgimnáziumában végezte be középiskolai tanulmányait. 1861-től 1864-ig a tatai, 1864-1865-ben pedig a nagykanizsai gimnáziumokban tanított, mely idő alatt a hittudományokból vizsgálatot állván ki, 1865. augusztus 2-án Veszprémben pappá szentelték. 
Az 1865-66. iskolai évben a szegedi városi, 1866-67-ben a kecskeméti tanítórendi, 1867-ben ismét a szegedi főgimnáziumban tanított. (1869-ben a pesti egyetemen a földrajzból és történelemből tanári oklevelet nyert.) 1871-ben ugyanott igazgató lett és ezen tisztet 27 évig viselte. (1873-tól 1875-ig egyszersmind a társház főnökségét is viselte.) Ugyancsak Szegeden egy évig a katolikus tanítóképző-intézetben is tanított. 1876-tól miniszteri megbízásból a szegedi tankerületi főigazgatót huzamosabban helyettesítette és ezért miniszteri köszönetet és elismerést kapott. 1871-től tagja volt Szeged szabad királyi város köztörvényhatósági bizottságának és annak több állandó bizottságában működött. 

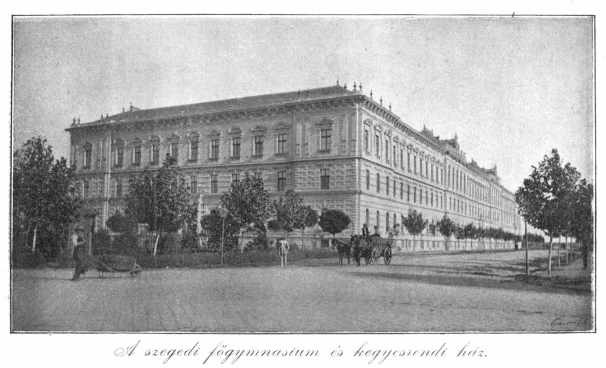
A főgimnázium 1896-ban

Nagy mértékben hozzájárult (1886-ban) az új főgimnáziumi épület és a díszen nagy piarista-rendház létrejöttéhez. 1876-ban a szegedi kiállítás rendezése körül tanúsított buzgalmáért miniszteri elismerésben részesült. 1887-ben a budapesti magyar gyorsíróegyesület megválasztotta tiszteletbeli tagjává. 1892-ben egyike volt azoknak, akik a szegedi Dugonics Társaság irodalmi kört megalapították és abban 1898-ig mint osztályelnök működött. 
1893-ban megkapta a Ferenc József-rend lovagkeresztjét. 1894-ben a kerületi tornaverseny alkalmával tanúsított fáradozásáért ismét miniszteri elismerésben részesült. Ugyanezen évben a kegyes-tanítórend megválasztotta kormánytanácsossá. 1899-ben a királyi főigazgatói címet kapta. 1898 júliusában a piarista rend helyettes rendfőnöke, 1899. július 25-én rendfőnök lett. Szeged 1899-ben a városi kulturális és más közhasznú téren 32 évig szerzett érdemeiért díszpolgárává választotta meg.

## Művei
- A szegedi főgymnasium legújabb története[halott link]; Bába Sándor Ny., Szeged, 1896
- A kegyesrendi gyakorlati tanárképzés alapvonalai; Buschmann Ny., Bp., 1905

Cikkei a Dugonics-Albumban (Szeged, 1876. A Dugonics-szobor története); a Szegedi Hiradóban (1876. felolvasásai a Dugonics-körben: Dugonics írói működése és hatásáról, Toldy Ferencz írói működésének 50-ik, Petőfi születésének 50. évfordulóján); a Jóbarátban (Szeged, 1882. ismertette a szegedi főgymnasiumot); a szegedi főgymnasium Értesítőjében (1886. és 1887. A szegedi főgymnasium új épülete, visszapillantással az intézet történetére, 1896. A szegedi főgymnasium legujabb történet.)
Szerkesztette és kiadta: A kegyes tanítórend szegedi főgymnasiumának Értesítőjét 1873-tól 1898-ig.